# Otto Bauer
Otto Bauer (Viena, 5 de septiembre de 1881-París, 5 de julio de 1938) fue un político austríaco de ideología socialdemócrata, considerado uno de los principales exponentes del austromarxismo. Ejerció como ministro de Asuntos Exteriores y era el hermano mayor de Ida Bauer (más bien conocida como Dora, de mano de Freud).

## Comienzos y desarrollo en el partido

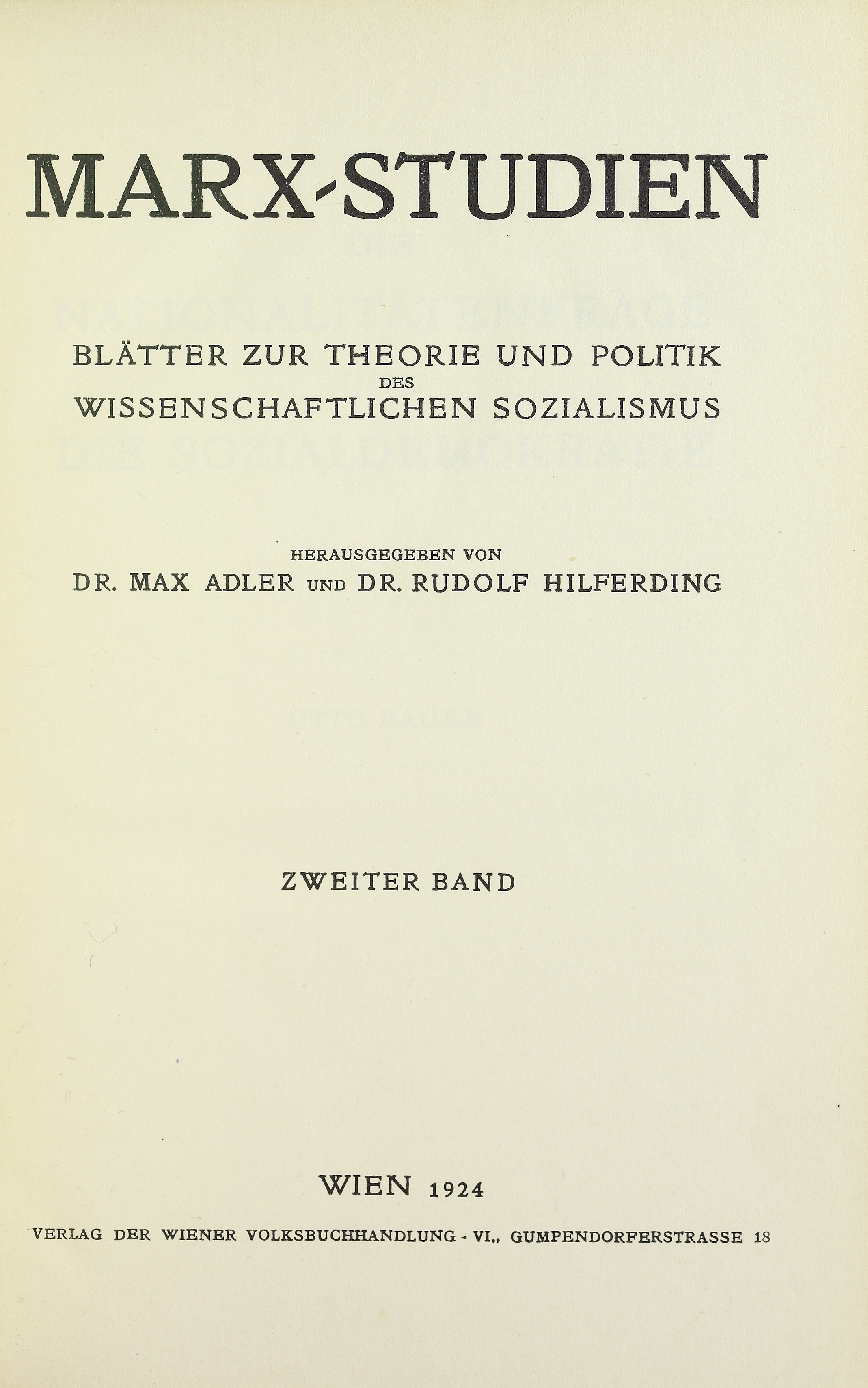
Nationalitätenfrage und die Sozialdemokratie, 1924

Bauer realizó estudios de derecho en la Universidad de Viena. Desde muy pronto se convirtió en uno de los líderes del ala izquierdista del Partido Socialdemócrata Obrero (Sozialdemokratischen Arbeiterpartei, SDAP). Durante la Primera Guerra Mundial, combatió en el frente oriental en las filas del Ejército austrohúngaro; fue hecho prisionero y pasó tres años en cautiverio antes de volver a Austria en 1917. Para entonces, se consideraba a Bauer un importante teórico socialista, gracias a sus numerosas contribuciones políticas aparecidas en libros y artículos periodísticos.

## Revolución y austromarxismo
Partidario de la Revolución rusa, rechazó, sin embargo, la represión bolchevique de los demás partidos socialistas. Bauer rechazó que el gobierno de Lenin fuese el modelo a seguir para desarrollar el socialismo y vio la Revolución de Octubre y el establecimiento del gobierno bolchevique como acontecimientos limitados a la realidad rusa. Intenso observador de la evolución de la Rusia socialista, escribió diversas obras sobre esta, algunas de gran agudeza y otras con predicciones que resultaron erróneas.
Como alternativa al modelo ruso, Bauer estableció el austromarxismo, variante socialista que aceptaba la necesidad de la revolución como fase necesaria para el establecimiento del socialismo, pero que afirmaba que este variaría de un país a otro. Contrario al revisionismo, se opuso igualmente al empleo de la represión y la tiranía durante la futura revolución. Según Bauer, esta no podría triunfar si se apoyaba en la coerción.
Convencido de la imposibilidad de implantar una república soviética en Austria por la dependencia financiera del país de los préstamos extranjeros, creía posible ir aplicando medidas de condujesen paulatinamente al establecimiento del socialismo, como la nacionalización de las principales industrias o la formación de consejos obreros, que en el futuro asumirían la gestión industrial. Revolucionario en la teoría, Bauer fue en la práctica un defensor del sistema parlamentario, si bien como medio para alcanzar el socialismo, no como un fin en sí mismo.

## Periodo republicano

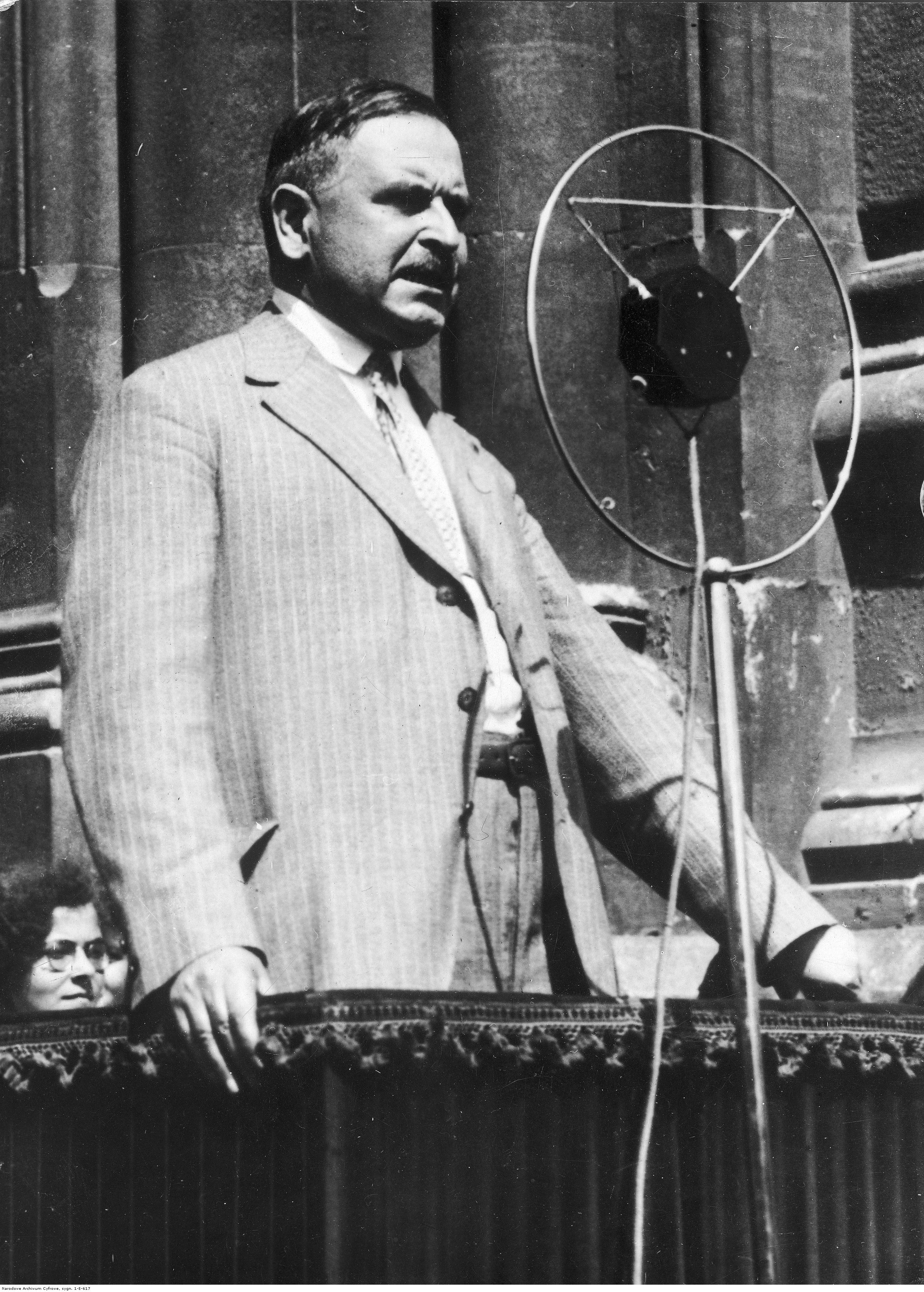
Otto Bauer dando un discurso en un mitin político.

En el Gobierno de coalición austríaco de 1918-1919, conformado tras la disolución de Austria-Hungría, ejerció el cargo de ministro de Asuntos Exteriores, siendo el encargado de negociar las condiciones de paz con los Aliados tras el final de la contienda. Sucedió en el cargo al destacado socialista austriaco Victor Adler, al que también sustituyó como principal figura del partido, a pesar de pertenecer a una corriente más radical que este. Habiendo sido un convencido pangermanista, quedó decepcionado después de que el Tratado de Versalles prohibiera la unión de Austria con Alemania. La preferencia de Bauer por la unión con Alemania no sólo tenía motivos económicos (el convencimiento de que la nueva Austria independiente era inviable), sino también políticos: sospechaba que la naciente república quedaría dominada por los conservadores, debido al tradicionalismo de los campesinos. Durante el efímero triunfo de las repúblicas socialistas en Hungría y Baviera, recibió presiones para implantar el mismo sistema en Austria, pero para Bauer el socialismo sólo podría provenir de la evolución de la democracia parlamentaria austriaca. Su vehemente defensa de la unión con Alemania —llegó a firmar un tratado secreto con Alemania sobre la unión de los dos países— le hizo indeseable ante las potencias vencedoras y finalmente abandonó el cargo de ministro de Asuntos Exteriores en favor de su correligionario Karl Renner. A pesar de la imposibilidad de unirse al país vecino por la negativa de las potencias, siguió defendiéndola hasta el surgimiento del nacionalsocialismo alemán a finales de la década de 1920 y comienzos de la siguiente.
En la segunda mitad de 1921, presentó el plan socialista para acabar con la gran inflación y la devaluación de la divisa austriaca, que incluía tanto la solicitud de préstamos en el extranjero como el aumento de la recaudación estatal mediante la reforma del sistema tributario. Una reforma de la Administración debía también reducir los enormes gastos del Estado. Los subsidios alimentarios, que suponían la mitad del gasto estatal, se eliminarían, pero a cambio de incrementos salariales. El plan incluía asimismo un préstamo forzoso de los poseedores de divisas y otros instrumentos financieros.
También desarrolló una labor teórica, y se le incluye dentro de la corriente moderada del austromarxismo. Su obra más importante es La cuestión de las nacionalidades y la socialdemocracia. En dicho ensayo desarrolló una integración del socialismo y el nacionalismo, definiendo la nación como una colectividad unida por una comunidad de destino en una comunidad de carácter. Dicha definición sería reivindicada posteriormente por el nacionalista catalán Enric Prat de la Riba, y más tarde por el fascista José Antonio Primo de Rivera, que, basándose en ella, definiría a España como una unidad de destino en lo universal.[cita requerida]
En su obra ¿Entre dos guerras mundiales? afirmó que "el fascismo no triunfó en el momento en que la burguesía estaba amenazada por la revolución proletaria, sino cuando la clase trabajadora había sido debilitada y reducida a la defensiva", por lo que el objetivo del capital al entregar el poder a los fascistas no era salvarse una revolución socialista inminente, sino solucionar la crisis reduciendo los salarios y eliminando los derechos conquistados por los obreros, para lo cual destruía la organización y las fuerzas políticas de la clase trabajadora.

## Exilio y muerte
Cuando Engelbert Dollfuss logró establecer un régimen autoritario, en 1933, las actividades de los socialdemócratas se vieron muy restringidas. Después del levantamiento obrero de febrero de 1934, cuyo fracaso selló la fascistización del país, Bauer se vio forzado al exilio. Falleció en París el 5 de julio de 1938, tan solo cuatro meses después de haberse producido el Anschluss.